# Oinousses
Oinousses (řecky: Οινούσσες) je řídce osídlený ostrov, který s 8 okolními menšími ostrovy tvoří souostroví a administrativně obec v rámci regionální jednotky Chios, která je součástí regionu Severní Egeis. Leží asi 2 kilometry (1 míle) od severovýchodního pobřeží ostrova Chios a 8 km západně od Turecka. Hlavní město souostroví a sídlo magistrátu se také nazývá Oinousses. Tam žije většina místních obyvatel, v počtu 792. Nachází se zde také klášter. Centrem města je náměstí a malý přístav. Dále v něm mají školu, několik kostelů, námořní střední školu a námořní muzeum.

## Obec
Obec se skládá z města Oinousses (792) a dalších dvou sídel na hlavním ostrově Kástron (29 obyvatel) a Aspalathrokampos (5) a z neobydlených ostrovů Agios Panteleimon, Archontonisos, Vatos, Gadros, Oslí ostrov, Malliaropetra, Monaftis, Panagia (Pasas), Pitta, Papapontikadiko, Pateronisos, Pontikonisi, Prasonisi a Santa Panagia.